# برايان بليني
برايان بليني (بالإنجليزية: Brian Blaney) هو لاعب اتحاد الرغبي أيرلندي، ولد في 26 فبراير 1982 في دبلن في جمهورية أيرلندا.